# Олимпиакос (женский волейбольный клуб)
«Олимпиакос» (греч. «Ολυμπιακός») — греческая женская волейбольная команда из Пирея. Входит в структуру Спортивного клуба «Олимпиакос».

## Достижения
- 9-кратный чемпион Греции — 2013—2020, 2025.
  - 9-кратный серебряный призёр чемпионатов Греции — 2007—2012, 2022, 2023, 2024.
- 11-кратный победитель розыгрышей Кубка Греции — 2011—2019, 2024, 2025
  - финалист Кубка Греции 2010.
- 6-кратный обладатель Суперкубка Греции — 2013—2017, 2024.
- победитель розыгрыша Кубка вызова ЕКВ 2018;
  - серебряный призёр Кубка вызова ЕКВ 2017.

## История
В 1935 году в структуре спортивного клуба «Олимпиакос» из Пирея была образована женская волейбольная команда. В 1934 и 1935 она становилась чемпионом города (общегреческие официальные женские волейбольные соревнования в то время не проводились). В 1947 команда после войны была восстановлена и через год вновь стала чемпионом Пирея. После этого постепенно женский волейбольный «Олимпиакос» прекратил свою деятельность.
В 1988 году женская команда «Олимпиакос» была воссоздана и стартовала в 3-м по значимости дивизионе чемпионата Греции, в котором в 1990 пирейские волейболистки уверенно заняли 1-е место, не потерпев за сезон ни единого поражения. В 1992 команду возглавил Гиоргос Ликудис, ранее работавший вторым тренером мужской команды клуба, под руководством которого женский «Олимпиакос» стартовал во 2-м дивизионе чемпионата страны (лига А2). В 1994/1995 волейболистки из Пирея первенствовали в А2 и вышли в главный дивизион — А1.
Дебют среди сильнейших команд Греции вышел не очень удачным — лишь 10-е место. После этого новым главным тренером команды стал Гиоргос Дерматис, приведший в 1997 «Олимпиакос» к высокому 5-му месту в чемпионате Греции. В 1998 году финансовое положение команды значительно ухудшилось в связи с уходом главного спонсора, что привело к резкому падению результатов — 11-е (предпоследнее) место в чемпионате и вылет в дивизион А2.
В 2000—2006 «Олимпиакос» периодически возвращался в А1 и вновь опускался в А2, но с 2006 команда уже окончательно вернулась в ведущий дивизион, усилившись при этом тремя зарубежными волейболистками — болгаркой А.Германовой, сербкой С.Крстич и Т.Артёменко из Израиля. Под руководством тренера Стефаноса Полидзоса «Олимпиакос» впервые выиграл медали национального чемпионата, заняв 2-е место. В 2007 состав команды ещё более серьёзно укрепился: новичками команды стали М.Секоло (Италия), А.Зетова (Болгария), Р.Лехтонен (Финляндия), Б.Глигорович (Хорватия). Сезон 2007/2008 для команды из Пирея был отмечен дебютом в еврокубковых соревнованиях. В розыгрыше Кубка вызова ЕКВ «Олимпиакос» дошёл до четвертьфинала, где уступил итальянской «Имоле» 0:3 в обоих матчах. В чемпионате страны команда вновь стала серебряным призёром, а затем повторяла это достижение ещё четырежды подряд (в 2009—2012 годах).
В 2009 «Олимпиакос» впервые вышел в финал Кубка Греции, где проиграл «Панатинаикосу» 1:3. Через два года кубковая вершина командой была покорена — в финале пирейские волейболистки переиграли афинский АЭК со счётом 3:2.
Сезон 2012/2013 принёс «Олимпиакосу» первое чемпионство. В финальной серии национального первенства команда в упорнейшей борьбе победила АЭК (Афины) 3-2, причём после первых двух матчей финала афинянки лидировали 2-0. С учётом победы в Кубке «Олимпиакос» оформил свой первый дубль. Этого успеха команда из Пирея добилась под руководством тренера Телиса Сотирхоса. Тем самым было положено начало безусловному превосходству «Олимпиакоса» в женском волейболе Греции. На протяжении 8 сезонов подряд (2013—2020) команда неизменно становится как чемпионом, так и обладателем Кубка Греции. При этом в чемпионате Греции 2017/2018 «Олимпиакос» одержал 25 побед в 25 матчах, отдав за весь турнир соперницам всего 2 партии.
В 2025 году волейболистки из Пирея после 5-летнего перерыва вернули себе чемпионское звание. В этом же сезоне "Олимпиакос" выиграл Кубок и Суперкубок Греции.
После дебюта в еврокубках (сезон 2007/2008) «Олимпиакос» в клубных соревнованиях «старого света» практически неизменно предпочитает играть в Кубке вызова ЕКВ (за исключением 2014 и 2015, когда команда играла в Кубке ЕКВ). В 2017 в розыгрыше этого Кубка волейболистки из Пирея в полуфинале оказались сильнее российского «Енисея» (Красноярск), переиграв его в «золотом» сете после домашней победы 3:1 и гостевого поражения 0:3. Финальная же серия против турецкой «Бурсы Бююкшехир» закончилась неудачей греческой команды — 3:2 и 0:3. Следующий розыгрыш Кубка вызова ЕКВ (2017/2018) со стадии полуфинала для «Олимпиакоса» прошёл словно бы под копирку с предыдущим, но с иным итогом. В полуфинале «Олимпиакосу» вновь противостояла российская команда — на это раз краснодарское «Динамо». С трудом одолев соперниц дома 3:2, на выезде «красно-белые» (традиционные клубные цвета) волейболистки не оставили «динамовкам» никаких шансов, победив их в трёх сетах. В финале спортсменок из Греции ждал прошлогодний соперник — турецкая «Бурса». Стартовый матч решающей серии «Олимпиакос» проиграл дома 2:3, но уверенная победа в Турции со счётом 3:1 принесла пирейским волейболисткам первый еврокубковый трофей! Причём эта победа в клубном европейском турнире стала первой и для всего женского греческого волейбола. Лучшим игроком финала признана капитан и связующая «Олимпиакоса» Стилиани Христодулу. К этому успеху спортсменок Пирея привёл сербский наставник Бранко Ковачевич, возглавивший команду в 2015 году и параллельно являющийся вторым тренером национальной сборной Сербии.

## Спортивный клуб «Олимпиакос»
«Олимпиакос» — греческий мультиспортивный клуб из Пирея, на базе которого основывались спортивные клубы по футболу, баскетболу (мужской и женский), волейболу (мужской и женский), гандболу (мужской), водному поло (мужской и женский), а также секции по лёгкой атлетике, плаванию, парусному спорту, гребле академической, гребле на байдарках и каноэ, настольному теннису, фехтованию, стрельбе, боксу, тхэквондо, кикбоксингу, гимнастике. Основан в 1925 году.
- Президент клуба — Михалис Кунтурис.
- Вице-президенты — Михалис Идреос, Иоаннис Поликандриотис.
- Генеральный секретарь — Христина Цилингири.
- Менеджер женской волейбольной команды — Никос Кациурос.

## Арена
Домашние матчи «Олимпиакос» проводит во Дворце спорта (крытой спортивной арене) «Мелина Меркури», расположенном в северном пригороде Пирея — Айос-Иоанис-Рендисе. Также является домашней ареной мужской волейбольной и мужской гандбольной команд «Олимпиакос». В 2016 Дворец назван в честь Мелины Меркури (1920—1994) — греческой актрисы, певицы и политического деятеля.

## Сезон 2024—2025

### Переходы
Пришли: И.Ваньяк («Альянц-МТВ», Германия), Э.Лавда, Н.Факопулиду (обе — «Аполлониос»), А.Калантатзе (АЭК), Я.Абдеррахим («Пэ д’Э Венель»), И.Ди Юлио («Савино Дель Бене», Италия).
Ушли: Э.Константеллу, Дж.Карраро, К.Влахаки, М.Цициянни, Э.Тани, М.Млейнкова.

### Состав
| №  | Имя, фамилия               | Год рождения | Рост | Амплуа      | Гражданство          |
| -- | -------------------------- | ------------ | ---- | ----------- | -------------------- |
| 1  | Хриза Караянни             | 2008         | 183  | центральная | Греция               |
| 2  | Мария-Элени Артакиану      | 1994         | 168  | либеро      | Греция               |
| 3  | Паула-Ямила Низетич        | 1989         | 182  | нападающая  | Аргентина            |
| 4  | Ивана Ваньяк               | 1995         | 193  | нападающая  | Германия             |
| 5  | Ифигения Сампати           | 1998         | 170  | либеро      | Греция               |
| 6  | Эвантия Лавда              | 1997         | 178  | связующая   | Греция               |
| 7  | Георгия Лампруси           | 1993         | 184  | центральная | Греция               |
| 8  | Анна Калантатзе            | 1997         | 182  | нападающая  | Греция               |
| 9  | Насия Факопулиду           | 1998         | 180  | нападающая  | Греция               |
| 10 | Ангелики-Мелина Эмманулиду | 1994         | 184  | центральная | Греция               |
| 11 | Бьянка Фарриоль            | 2001         | 185  | центральная | Аргентина            |
| 12 | Милица Кубура              | 1995         | 194  | нападающая  | Сербия               |
| 15 | Иман Исанович              | 1999         | 188  | нападающая  | Босния и Герцеговина |
| 18 | Ясмин Абдеррахим           | 1999         | 182  | нападающая  | Алжир                |
| 19 | Параскеви Зафириу          | 2006         | 177  | нападающая  | Греция               |
| 20 | Иоанна Димитриу            | 2008         | 186  | центральная | Греция               |
| 21 | Василики Зафириу           | 2008         | 175  | связующая   | Греция               |
| 77 | Изабелла Ди Юлио           | 1991         | 187  | связующая   | Италия               |

- Главный тренер —  Лоренцо Мичелли.
- Тренер —  Спиридон Сарантитис.